# 穆赫雷斯岛
穆赫雷斯岛（Isla de Mujeres，西班牙語發音：['izla mu'xeɾes]，又译女人岛），墨西哥东南沿海岛屿，位于尤卡坦半岛附近。该岛长约7公里，650米宽。岛上有同名城镇，人口12,642。穆赫雷斯岛及相邻的部分尤卡坦半岛地区构成穆赫雷斯岛自治区。

## 姐妹城市
- 马德普拉塔，阿根廷
- 比尼亚德尔马，智利